# Tour Silex 2
De Tour Silex 2 (meestal gepresenteerd in de vorm Silex²), is een kantoorgebouw en wolkenkrabber in Lyon, La Part-Dieu.
De toren is 129 meter hoog. Het is momenteel in aanbouw en zal in 2021 worden opgeleverd.
Het nieuwe gebouw biedt 30.700 vierkante meter kantoorruimte verdeeld over 23 verdiepingen. De toren is daarmee een voortzetting van het Silex 1 project, een klein kantoorgebouw opgeleverd en opgeleverd op 11 mei 2017.
In 2021 zal de Belgische groep Solvay, een van de leiders in de wereldchemie, zijn intrek nemen in de toren en 9000 m² kantoren beslaan, verdeeld over acht verdiepingen.